# Antonín Chloupek
Antonín Chloupek (10. června 1884 Mladoňovice – 29. února 1960) byl československý politik a meziválečný poslanec Národního shromáždění, v 50. letech odsouzen komunistickým režimem na doživotí.

## Biografie
V roce 1909 se stal starostou Sudějov-Kamenná Lhota. Byl rovněž předsedou místní školní rady. Za světové války byl na Kolínsku členem organizace České srdce a pak členem Okresní hospodářské rady okresního národního revolučního výboru. Nastoupil jako správce na velkostatek Červené Pečky u Kolína. Po vzniku republiky nastoupil na ministerstvo zemědělství. V březnu 1923 se spoluzakládal Odborovou jednotu republikánských zaměstnanců a vedl její tiskoviny. Přispíval do listu Venkov a Lidový deník. V období let 1920–1922 se podílel na založení organizační struktury selansko-republikánské strany na Podkarpatské Rusi. Roku 1923 založil celostátní Jednotu zemědělských a lesních zaměstnanců se sídlem v Praze, stal se jejím ústředním předsedou a tuto funkci zastával po celou první republiku. Kromě toho založil Jednotu nabyvatelů půdy bývalých zaměstnanců pro osamostatněné zemědělce velkostatků a Zemědělské úvěrní sdružení pro úvěrní potřeby osamostatnivších se zaměstnanců. Od roku 1924 byl členem výkonného výboru agrární strany.
Profesí byl podle údajů z roku 1935 ústředním předsedou Odborového jednatelství republikánských zaměstnanců. Bydlel v Praze.
V parlamentních volbách v roce 1929 byl za Republikánskou stranu zemědělského a malorolnického lidu (agrárníky) zvolen do Národního shromáždění. Mandát pak obhájil v parlamentních volbách v roce 1935. Poslanecké křeslo si oficiálně podržel do zrušení parlamentu roku 1939, přičemž ještě v prosinci 1938 přestoupil do poslaneckého klubu nově utvořené Strany národní jednoty.
Za protektorátu byl po kratší dobu předsedou jednotné odborové organizace Národní odborová ústředna zaměstnanecká. V roce 1944 byl nacisty asi půl roku vězněn. Po válce se stáhl z politiky a pracoval jako úředník.
Po únorovém převratu roku 1948 se okolo něj v Praze utvořila ilegální opoziční skupina bývalých agrárníků. Později byl souzen v tzv. procesu se Zelenou internacionálou a 26. dubna 1952 odsouzen na doživotí. Údajně měl původně být odsouzen k trestu smrti, který mu byl na přímluvu kancléře Antonína Zápotockého Nováka změněn na doživotí. Podle vlastních vzpomínek byl po zatčení vyslýchán šest dní a pět nocí bez spánku. Výslechové protokoly se musel učit nazpaměť, protože mu bylo připomínáno, že u hlavního líčení musí vypovídat podle protokolu. Byl ale jako těžce nemocný omilostněn a na podzim roku 1959 se vrátil jako naprosto zlomený a nekomunikativní člověk k rodině. Zemřel v nemocnici 29. února 1960.